# Gustavo Nery
Gustavo Nery de Sá da Silva, ou plus simplement Gustavo Nery, est un footballeur brésilien né le 22 juillet 1977 à Nova Friburgo (Brésil). 

## Carrière de joueur

### En club
- 1996 - 1997 : Santos FC ( Brésil)
- 1997 - 1998 : Coritiba FC ( Brésil)
- 1999 - 2000 : Santos FC ( Brésil)
- 2000 - 2001 : Guarani FC ( Brésil)
- 2002 - 2004 : São Paulo FC ( Brésil)
- 2004 - 2005 : Werder Brême ( Allemagne)
- 2005 - 2006 : SC Corinthians ( Brésil)
- 2006 - 2007 : Real Saragosse ( Espagne)
- 2007 : SC Corinthians ( Brésil)
- 2008 : Fluminense FC ( Brésil)
- 2008 : SC Internacional ( Brésil)

### En équipe nationale
Il a eu 8 sélections avec l'équipe du Brésil, la première en juillet 2004.

## Palmarès
- Vainqueur de la Copa América en 2004 avec l'équipe du Brésil
- Vainqueur de la Copa Sudamericana en 2008 avec le SC Internacional
- Champion du Brésil en 2005 avec SC Corinthians